# Amerikansk Skoleskib
Amerikansk Skoleskib er en dansk stumfilm fra 1913 produceret af Nordisk Films Kompagni og instrueret af Eduard Schnedler-Sørensen.
Filmen er aldrig udsendt. Det angivne årstal er produktionsåret. Der blev jvf. Nordisk Films protokoller optaget 110 meter, hvorefter filmen blev henlagt.

## Medvirkende
- Olaf Fønss
- Valdemar Psilander
- Alf Blütecher
- Ellen Aggerholm